# Alina (Sängerin)

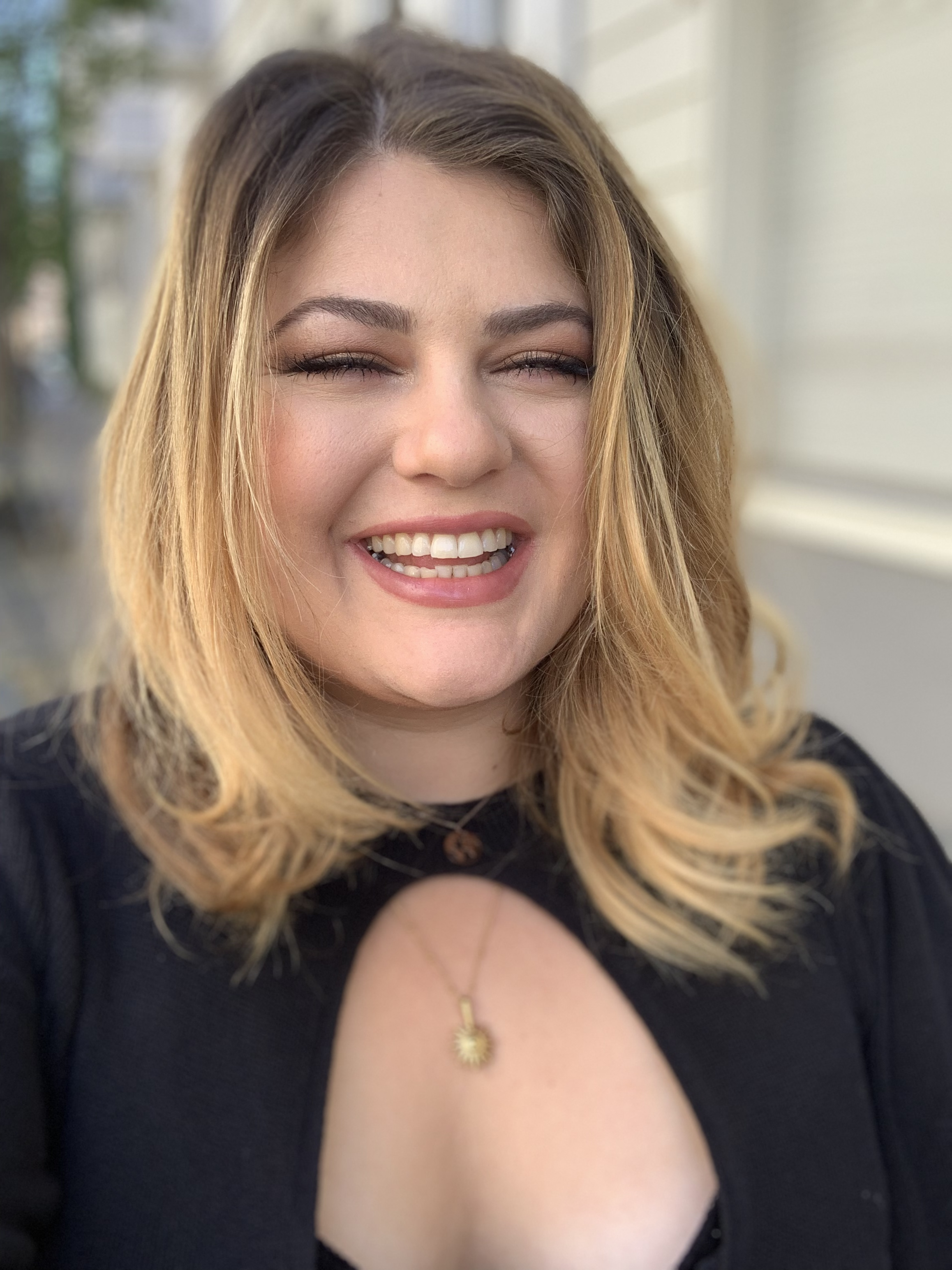
Alina (2019)

Alina Wichmann (* 1985) ist eine deutsche Sängerin und Songschreiberin. Ihr Debütalbum Die Einzige erschien im Oktober 2017 und erreichte auf Anhieb die Top 100 der deutschen Charts.

## Leben
Alina wuchs in Waldshut-Tiengen im Südschwarzwald in einer musikalischen Familie auf. Mit 14 spielte sie in einer Schülerband. Mit 16 Jahren nahm sie an der ersten Staffel von Deutschland sucht den Superstar teil, wo sie in den Top 30 ausschied. Nach dem Abitur studierte sie Literatur-, Kunst- und Medienwissenschaften an der Universität Konstanz, Sie wechselte an die Popakademie Baden-Württemberg in Mannheim, wo sie Songwriting studierte. Nach zwei Jahren brach sie ihr Studium ab und zog nach Berlin. 2014 musste sie sich einer Stimmbandoperation unterziehen. Danach trat sie wieder auf. Nachdem 2015 einer ihrer Songs von den Produzenten Dasmo und Mania remixt wurde, begann eine kontinuierliche Zusammenarbeit mit den beiden. Im September 2017 erschien ihre erste Single, einen Monat später ihr erstes Album.
Auf dem im Oktober 2021 erschienenen Album Rausch von Helene Fischer ist mit Die erste deiner Art ein Song von Alina enthalten. 2022 erschien die erste independent produzierte EP namens Lavendelfelder. 2024 erschien ihr zweites Studioalbum Ungefiltert. 
Alina setzt sich öffentlich gegen Bodyshaming ein; in TV und Pressestatements spricht sie sich für mehr Akzeptanz und Selbstliebe aus und hat aus diesem Grund auch das Lied Mein Körper veröffentlicht.

## Musik
Bereits seit ihrer Kindheit und Jugend wurde Alina unter anderem von Alexandra und Mariah Carey beeinflusst. Als weitere Musiker, die ihr Schaffen prägten, nennt sie Zarah Leander, Hildegard Knef, Michael Jackson, Chris Isaak und andere. Ihre Lieder sind überwiegend von ihr selbst komponiert und getextet, oft in Zusammenarbeit mit den Mitgliedern ihrer Band oder anderen Musikern wie Ali Zuckowski. Am 20. Oktober 2017 erschien ihr erstes Album, Die Einzige, das sich in den deutschen Albumcharts platzieren konnte. Die Lieder des Albums sind zum großen Teil autobiographisch.

## Diskografie

### Studioalben
| Jahr | Titel Musiklabel          | Höchstplatzierung, Gesamtwochen, AuszeichnungChartplatzierungen (Jahr, Titel, Musiklabel, Platzierungen, Wochen, Auszeichnungen, Anmerkungen) | Höchstplatzierung, Gesamtwochen, AuszeichnungChartplatzierungen (Jahr, Titel, Musiklabel, Platzierungen, Wochen, Auszeichnungen, Anmerkungen) | Anmerkungen                            |
| Jahr | Titel Musiklabel          | DE | CH | Anmerkungen                            |
| ---- | ------------------------- | --- | --- | -------------------------------------- |
| 2017 | Die Einzige Universal     | DE26 (12 Wo.)DE | CH100 (1 Wo.)CH | Erstveröffentlichung: 20. Oktober 2017 |
| 2024 | Ungefiltert K'ent Records | — | — | Erstveröffentlichung: 22. März 2024    |

### EPs
| Jahr | Titel Musiklabel                | Anmerkungen                            |
| ---- | ------------------------------- | -------------------------------------- |
| 2016 | Der nächste Sommer Selbstverlag | Erstveröffentlichung: 12. Februar 2016 |
| 2022 | Lavendelfelder Selbstverlag     | Erstveröffentlichung: 17. Juni 2022    |

### Singles
| Jahr | Titel Album                        | Anmerkungen                                    |
| ---- | ---------------------------------- | ---------------------------------------------- |
| 2015 | Zeig mir deine Seele –             | Erstveröffentlichung: 10. Juni 2015            |
| 2015 | Kind sein Der nächste Sommer       | Erstveröffentlichung: 19. November 2015        |
| 2017 | Nie vergessen Die Einzige          | Erstveröffentlichung: 6. September 2017        |
| 2017 | Stadt aus Gold Die Einzige         | Erstveröffentlichung: 13. Oktober 2017         |
| 2017 | Die Einzige                        | Erstveröffentlichung: 13. Oktober 2017         |
| 2019 | Berlin –                           | Erstveröffentlichung: 27. September 2019       |
| 2020 | Bleiben für immer –                | Erstveröffentlichung: 15. Mai 2020             |
| 2020 | Überleben –                        | Erstveröffentlichung: 9. Oktober 2020 mit DIZE |
| 2021 | Langsam aber sicher Lavendelfelder | Erstveröffentlichung: 5. November 2021         |
| 2021 | Nicht fair Lavendelfelder          | Erstveröffentlichung: 17. Dezember 2021        |
| 2021 | Barcelona Lavendelfelder           | Erstveröffentlichung: 31. Dezember 2021        |
| 2022 | Selbstgemacht Lavendelfelder       | Erstveröffentlichung: 27. Mai 2022             |
| 2022 | Danke sagen Ungefiltert            | Erstveröffentlichung: 2. Dezember 2022         |
| 2023 | Habibi Ungefiltert                 | Erstveröffentlichung: 14. April 2023           |
| 2023 | Paradies Ungefiltert               | Erstveröffentlichung: 7. Juli 2023             |
| 2023 | Wiedersehen Ungefiltert            | Erstveröffentlichung: 27. Oktober 2023         |
| 2024 | Mein Körper Ungefiltert            | Erstveröffentlichung: 23. Februar 2024         |